# Filippos Petsalnikos

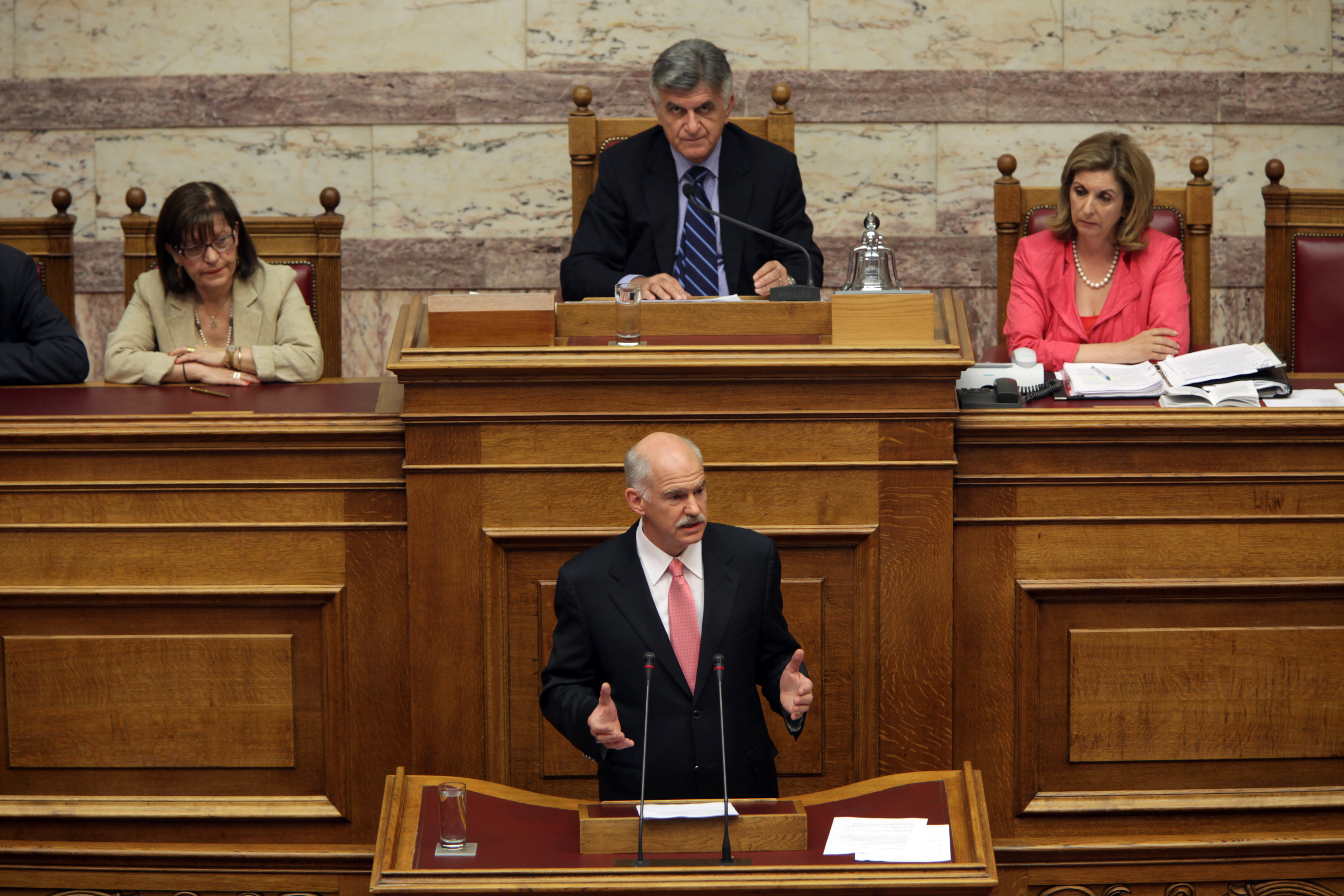
Filippos Petsalnikos

Filippos Petsalnikos (Grieks: Φίλιππος Πετσάλνικος) (Mavrochori (Kastoria), 1 december 1950 - 13 maart 2020) was een Grieks politicus. 
Van 2009 tot 2012 was hij voorzitter van het Grieks parlement.